# Wang Xiu
En aquest nom xinès, el cognom és Wang (王).
Wang Xiu (王脩), nom estilitzat Shuzhi (叔治), va ser un ministre que serví sota el comandament del senyor de la guerra Yuan Tan de Qing durant el període de la tardana Dinastia Han Oriental de la història xinesa. Després de la mort de Yuan Tan, Xiu desafià les ordres de Cao Cao i en va mostrar molta pena per la mort de Yuan Tan. Impressionat amb la fidelitat que Wang Xiu havia mostrat, Cao Cao el va emprar per al seu servei.